# Xã Fife Lake, Michigan
Xã Fife Lake (tiếng Anh: Fife Lake Township) là một xã thuộc quận Grand Traverse, tiểu bang Michigan, Hoa Kỳ. Năm 2010, dân số của xã này là 2.791 người.